# Kanic jednoskvrnnný
Kanic jednoskvrnnný (Caesioperca rasor) je paprskoploutvá ryba z čeledi kanicovití (Serranidae).
Druh byl popsán roku 1839 ichtyologem Johnem Richardsonem.

## Popis a výskyt
Maximální délka ryby je 25 cm.
Od kanice motýlovitého se liší především tím, že místo oválné skvrny na boku má spíše pruh, větší podíl modrého zbarvení a užší tělo. Mláďata mají spíše fialovou hlavu a růžové tělo.
Byla nalezena ve vodách Východního Indického oceánu: Austrálie. V některých oblastech tvoří školky s kanicem motýlovitým. Obývá skalnaté útesy.